# 南礼士路駅
南礼士路駅（みなみれいしろ-えき）は、中華人民共和国北京市西城区に位置する北京地下鉄1号線の駅。

## 駅構造

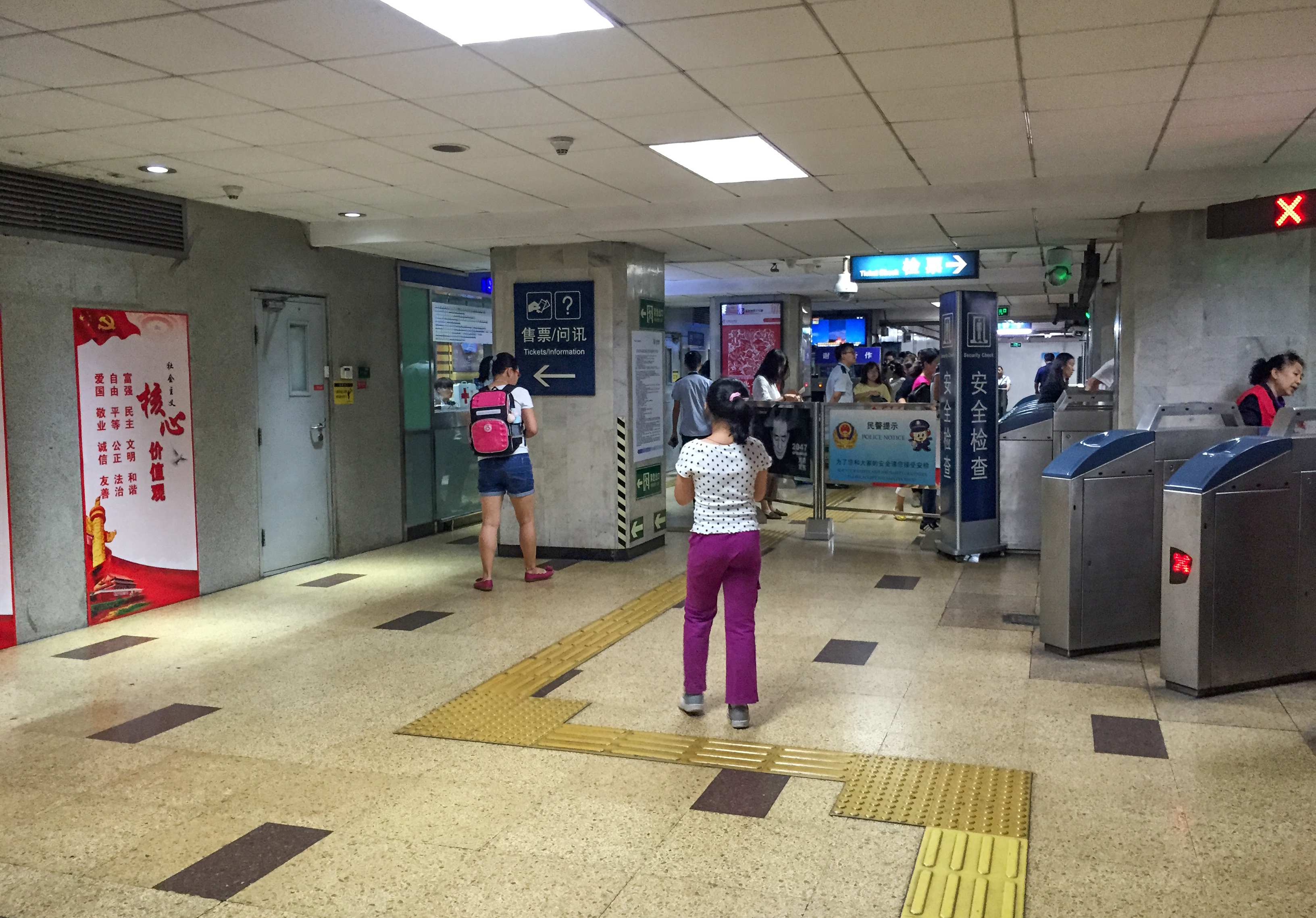
改札口

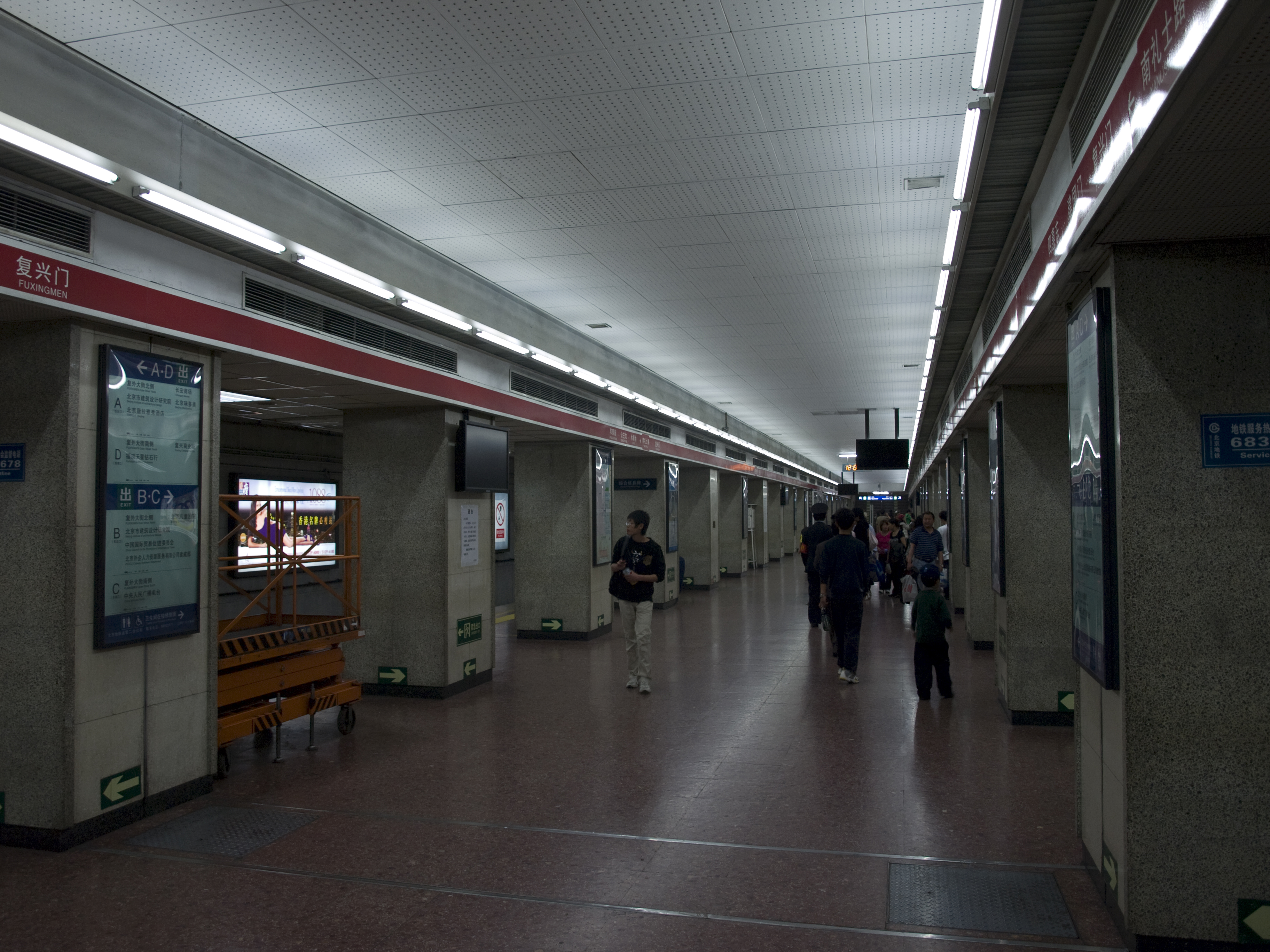
ホーム

島式ホーム1面2線の地下駅である。出口はA・B・C・D1・D2の5つある。

## 駅周辺
- 長安商場（中国語版）
- 光大大厦
- 中化大厦
- 月壇
- 南礼士路公園（中国語版）
- 中国国際商会（中国語版）
- 北京児童医院
- 中華人民共和国国家海洋局
- 中国国際貿易促進委員会（中国語版）
- 月壇中学校

## 歴史
- 1969年10月1日 - 苹果園駅 - 南礼士路駅 - 長椿街駅 - 北京駅間開業。ただし、乗車できるのは公務員のみだった。
- 1977年 - 一般市民に開放。
- 1980年 - 外国人も使用可能になった。
- 1987年12月28日 - 南礼士路駅 - 復興門駅間開通で、路線が1号線と2号線に分かれる。

## 隣の駅
北京地下鉄
■1号線
木樨地駅 - 南礼士路駅 - 復興門駅